# به-سن-پل، کبک
به-سن-پل (به فرانسوی: Baie-Saint-Paul) شهرکی در منطقه شهری شارلووا ناحیه کاپیتل-ناسیونال در استان کبک کانادا است. در سرشماری سال ۲۰۱۱ این شهرک ۷٬۳۶۵ نفر جمعیت داشته‌است و مساحت آن ۵۴۶٫۷۳ کیلومتر مربع است.

## نگارخانه

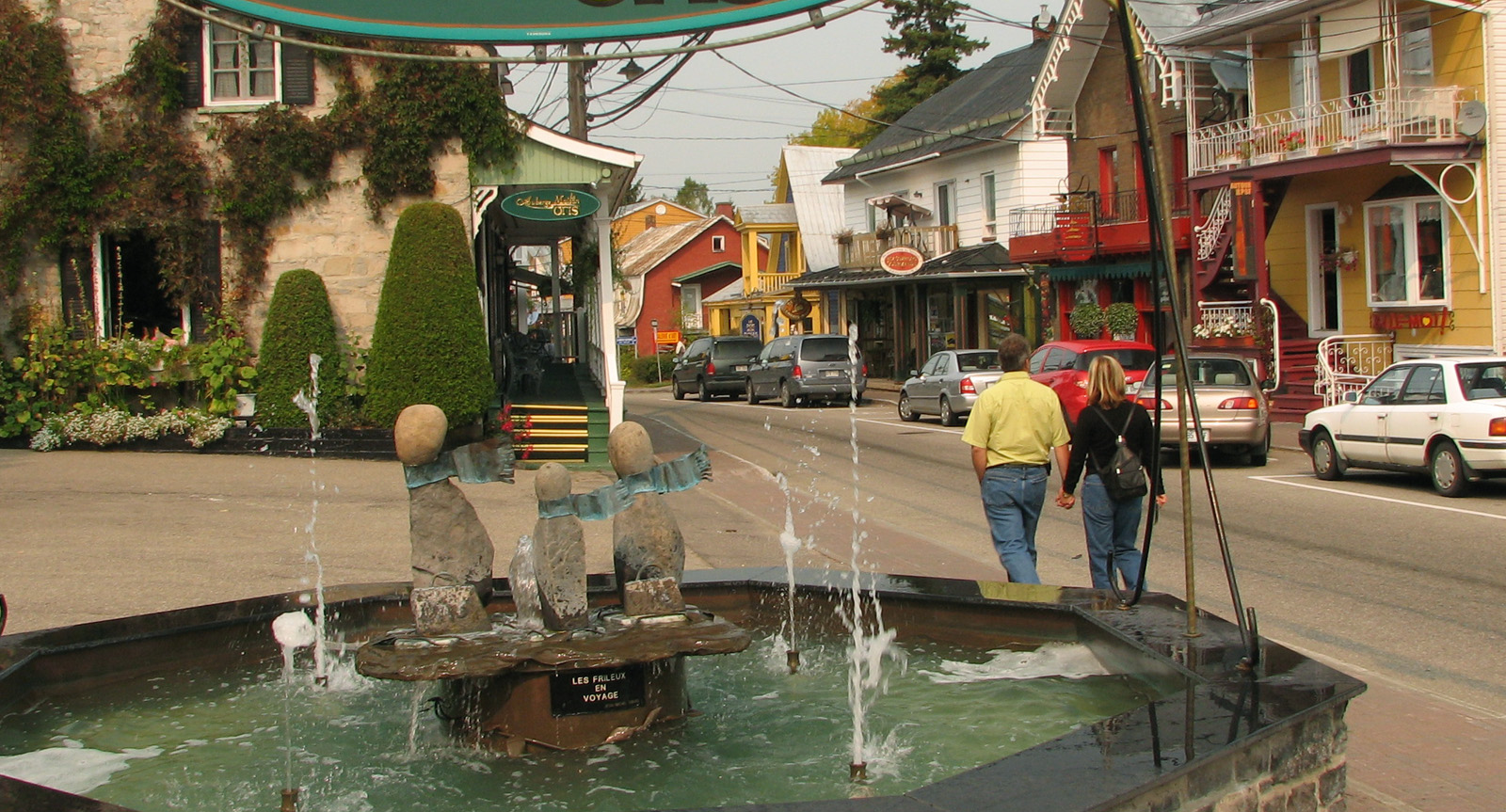
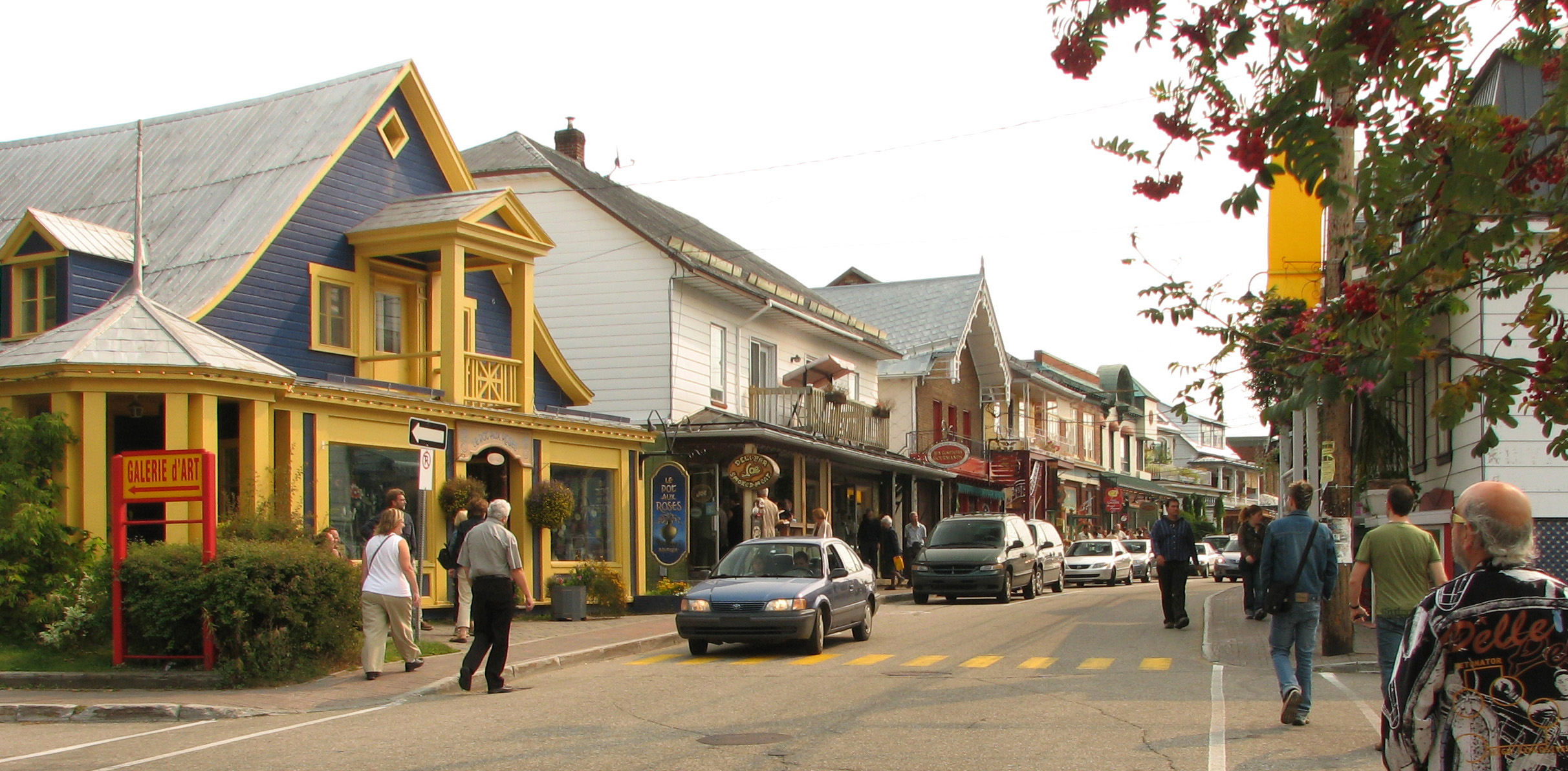